# Sárga lapátgomba
A sárga lapátgomba (Spathularia flavida) a Cudoniaceae családba tartozó, Eurázsiában és Észak-Amerikában honos, fenyvesekben élő, nem ehető gombafaj. 

## Megjelenése
A sárga lapátgomba termőteste 2-6 cm magas, lapátka alakú, egy keskenyebb nyéllel és egy ellaposodó fejrésszel. A fejrész 1,5-2,5 cm széles, 2-3 cm magas. Színe halványsárga vagy aranysárga. Felszíne kissé ráncos, itt található a termőréteg. A fej fokozatosan keskenyedik a nyélbe, ahol egy határozott vonallal ér véget.
Nyele 2,5-4,cm magas és 0,4-0,8 cm vastag. Színe fehéres, halvány krémsárgás. Felszíne sima vagy kissé tapadós. Idővel üregesedik. 
Húsa sárgás, kissé gumiszerű. Szaga és íze nem jellegzetes. 
Spórapora fehér vagy piszkosfehér. Spórája 30–75 x 1–3 µm-es, tűszerű, gyakran kissé hajlott, sima. A tömlők 60–110 x 8–10 µm-esek, orsó alakúak. 

### Hasonló fajok
Magyarországon rajta kívül csak az okkerszínű barna lapátgomba fordul elő. 

## Elterjedése és termőhelye
Eurázsiában és Észak-Amerikában honos. Magyarországon ritka. A környezetszennyezés miatt visszaszorulóban van.
Fenyőerdők nyirkos avarján található meg, többnyire csoportosan, sokszor boszorkánykörben. A lehullott tűleveleket bontja. Júliustól októberig terem. 

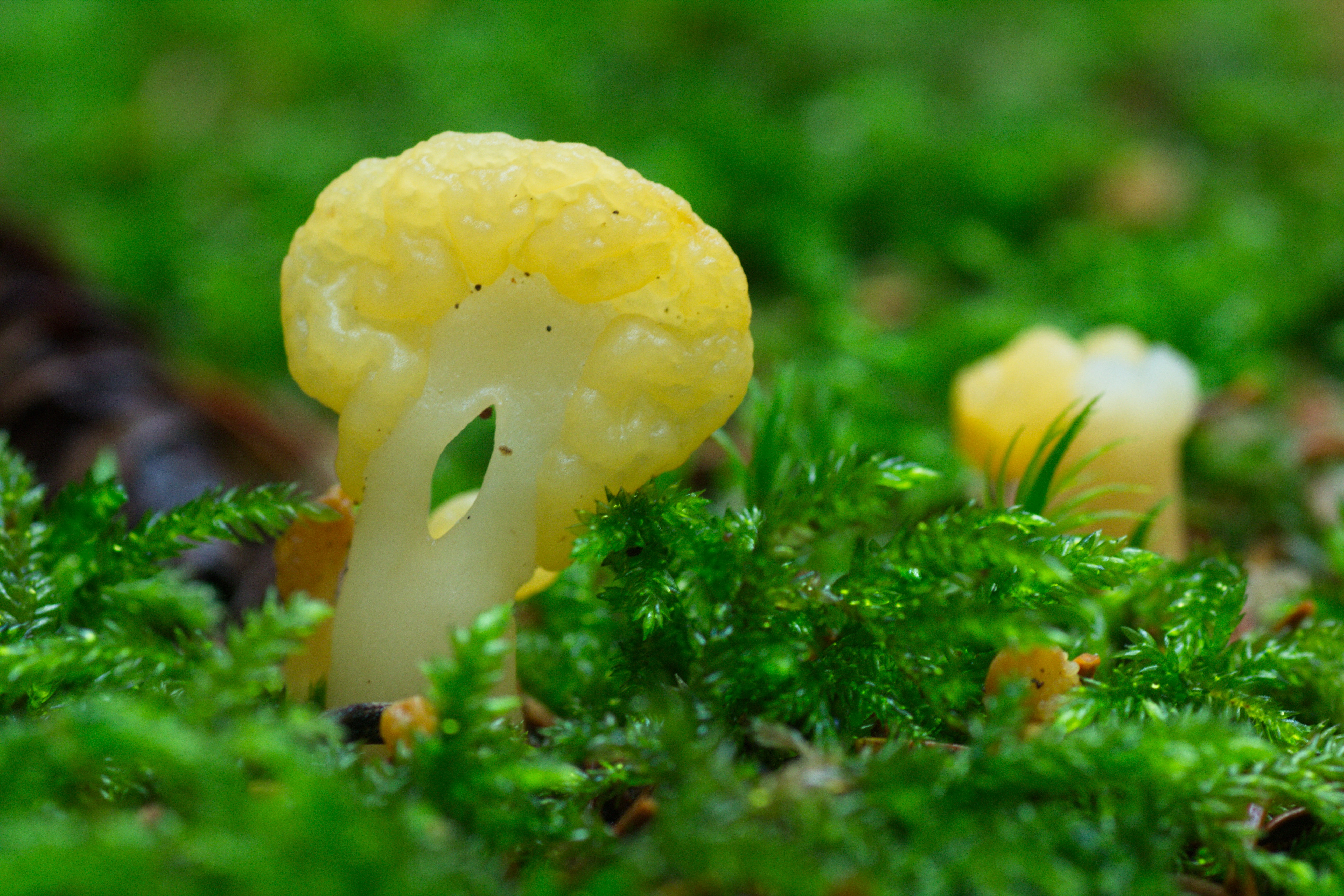
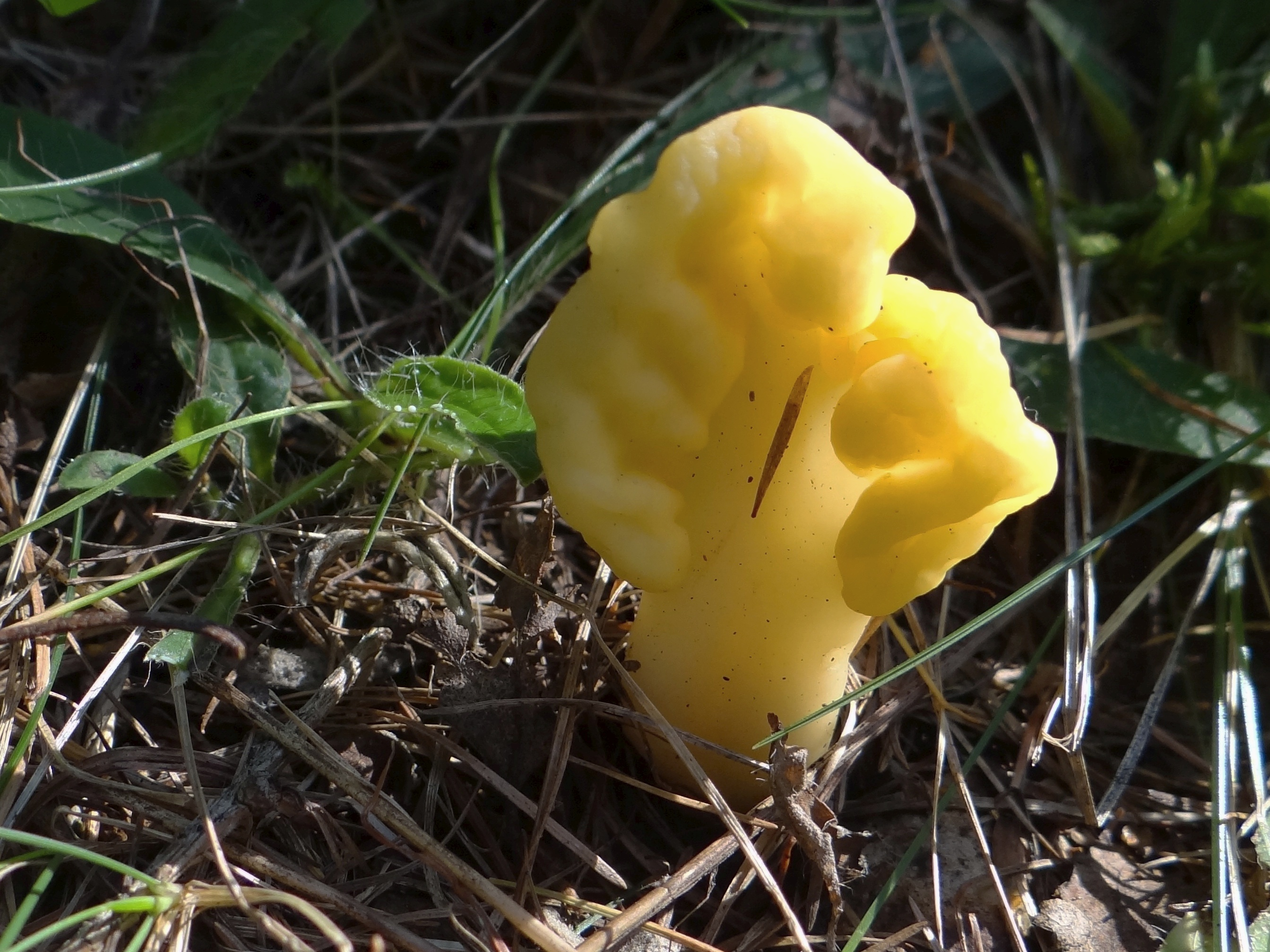
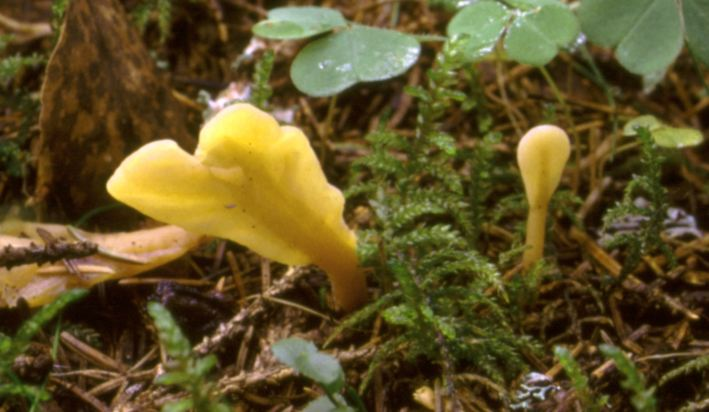
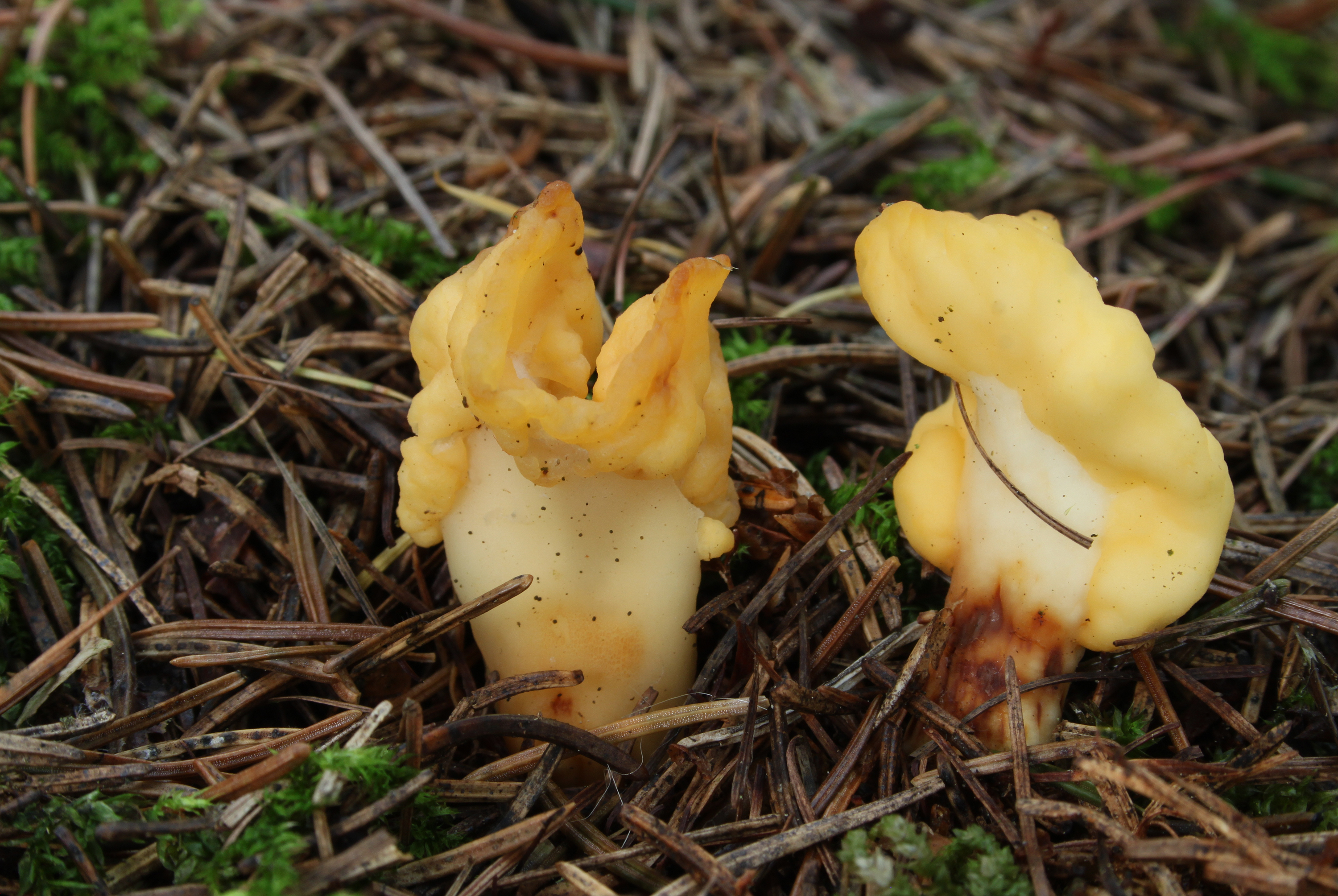
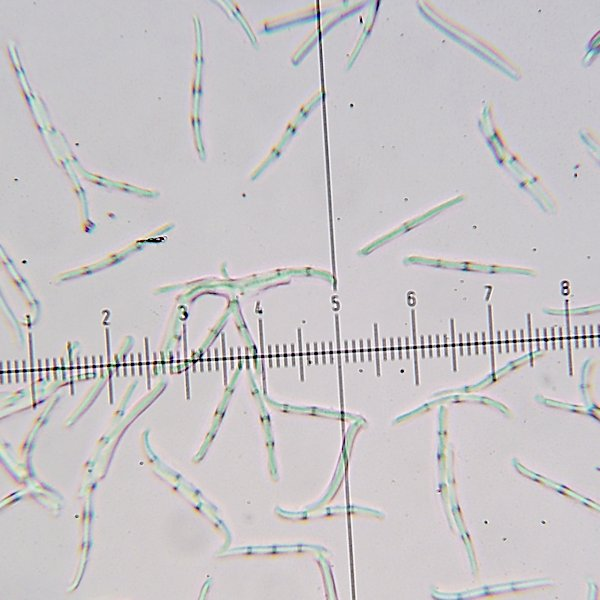

Nem ehető.    